# Eumolpo

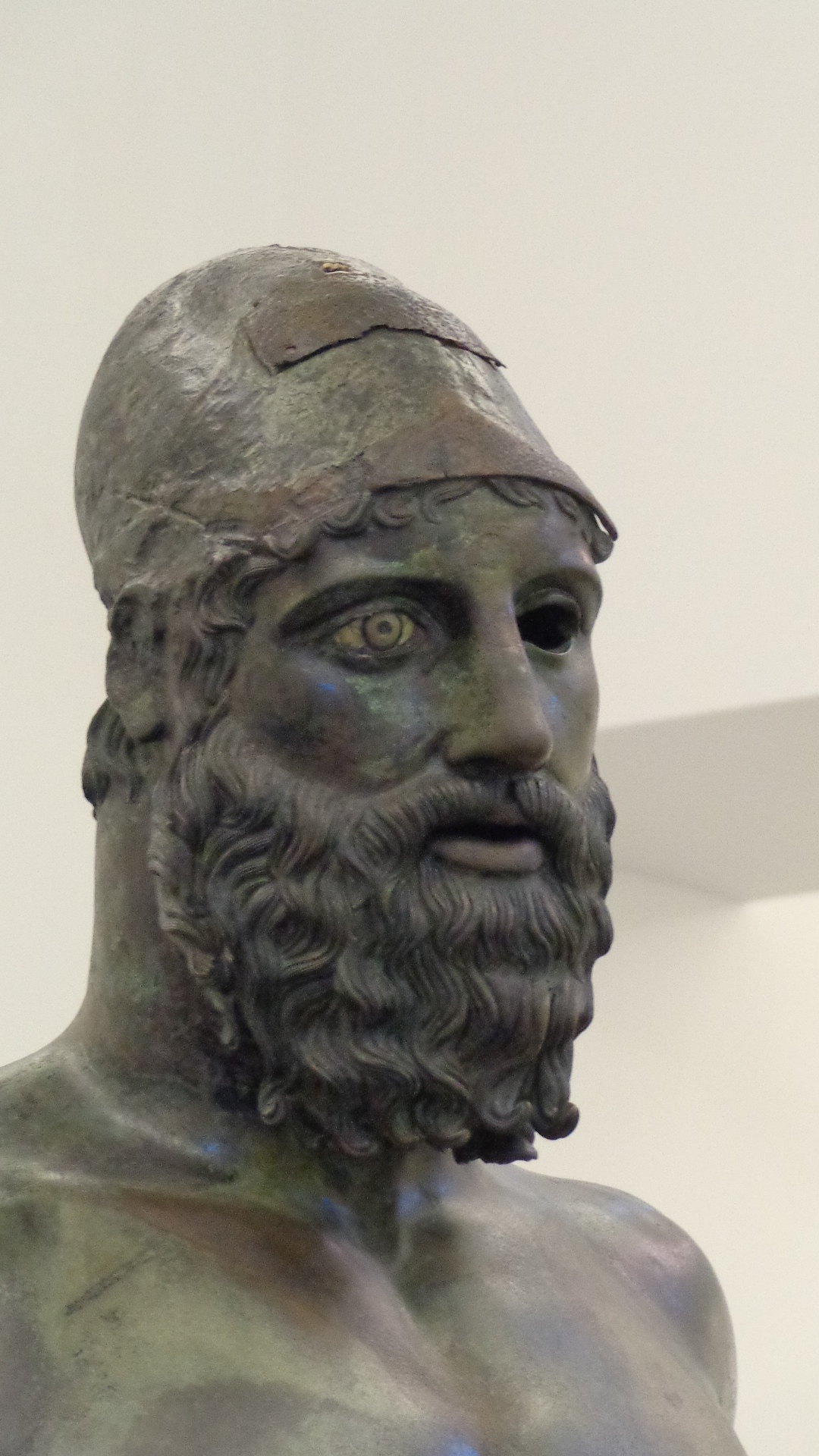
Escultura de Eumolpo en el Museo Nacional de la Magna Grecia

Eumolpo (en griego antiguo: Εὔμολπος, Éumolpos, «buena melodía») es un personaje de la mitología griega que fue el mítico fundador de la estirpe de los Eumólpidas de Eleusis. Dependiendo de la fuente, Eumolpo es referido como un rey original de Tracia, un guerrero, un excelente músico e incluso un sacerdote de Deméter y Dioniso.
Los Himnos homéricos, de hecho, dicen que Eumolpo fue el primer sacerdote de Deméter y uno de los fundadores de los misterios de Eleusis. Higino aporta el dato de que Eumolpo vino para atacar Atenas porque alegaba que la tierra del Ática le pertenecía a su padre. También dice que durante los duodécimos Juegos Olímpicos Eumolpo ganó un certamen de canto al son de la flauta de un tal Olimpo. También se dice que Eumolpo ganó un certamen musical durante las exequias fúnebres de Pelias. Diodoro dice, en efecto, que compuso al menos una obra, las Báquicas, en honor de Dioniso.
En cuanto a su familia, unos dicen que era hijo de Poseidón y de Quíone, hija de Bóreas, otros que de Apolo y una tal ninfa Astícoma, otros más que de Museo e incluso dicen que era uno de los autóctonos. A Eumolpo se le asocian varios hijos, dependiendo de las fuentes. En algunas versiones Eumolpo, unido a Selene, fue el padre del legendario poeta Museo. Con la oceánide Daera fue padre de Imárado y que otros denominan como Ísmaro. No obstante su hijo menor fue Cérix.
La Biblioteca mitológica nos describe el relato más extenso de Eumolpo. Dice que Quíone se unió a Poseidón, y cuando dio a luz a Eumolpo a escondidas de su padre, para no ser descubierta arrojó al niño al mar. Pero Poseidón lo recogió y, llevándolo a Etiopía, le encomendó a Bentesicime que lo criase. A Eumolpo, al hacerse adulto, el marido de Bentesicime le entregó a una de sus dos hijas; pero él intentó forzar a la hermana de su mujer, y desterrado por ello marchó con su hijo Ísmaro ante Tegirio, rey de Tracia. Éste dio a su hija en matrimonio al hijo de Eumolpo. Pero éste más tarde, habiendo conspirado contra Tegirio, fue descubierto y huyó junto a los eleusinos, entre los que hizo amigos. A la muerte de Ísmaro, Tegirio mandó a buscarlo, y solucionadas sus antiguas diferencias heredó el trono. Al surgir la guerra entre atenienses y eleusinos, llamado por éstos luchó a su lado con gran número de fuerzas tracias. En la batalla que tuvo lugar después del sacrificio de las hijas de Erecteo, el propio Erecteo mató a Eumolpo, pero Poseidón aniquiló, en venganza, a Erecteo y su casa.
Como duodécimo trabajo se le ordenó traer a Heracles del Hades a Cerbero. Antes de ir en su busca Heracles se presentó ante Eumolpo, en Eleusis, con el deseo de ser iniciado. Entonces a los extranjeros no se les permitía la iniciación, pero al ser adoptado por Pilio la consiguió. No pudiendo contemplar los misterios por no haber expiado la matanza de los centauros, fue purificado por Eumolpo y después iniciado.
Pausanias narra que el sepulcro de Eumolpo lo mostraban los atenienses en el mismo lugar que los eleusinios. Cuando tuvo lugar la batalla de los eleusinios contra los atenienses también murió Imárado, hijo de Eumolpo. Pusieron fin a la guerra con estas condiciones: que los eleusinios, sujetos en todo a los atenienses, tuvieran bajo su propia responsabilidad la celebración de los misterios. Eumolpo y las hijas de Céleo realizaron los ritos sagrados a las diosas. Cuando murió Eumolpo, solo sobrevivió el más joven de sus hijos, Cérix, que otros imaginaron, en cambio, hijo de Hermes.
Se dice que Filónome, hija de Trágaso, se había enamorado de Tenes, y como no consiguiera seducirlo, lo acusó falsamente ante Cicno de haber querido forzarla, presentando como testigo a un flautista de nombre Eumolpo, si es que ese personaje es el mismo Eumolpo al que estamos acostumbrados.